# كوكسونية
كوكسونية (الاسم العلمي: Cooksonia)، جنس فراشات من فصيلة النحاسية التي وصفها هاملتون هربرت دروس لأول مرة في عام 1905. كوكسونية مستوطنة في الإقليم المداري الإفريقي.

## أصل التسمية
اسم الجنس مُهدى لهارولد كوكسون (1876-1969)، وهو مزارع وعالم حيوان هاوٍ عاش في مودين، كوازولو ناتال (جنوب إفريقيا)، ولاحقًا في جبال بفومبا فيما كان يعرف آنذاك بروديسيا.

## الأنواع
- Cooksonia abri Collins & Larsen, 2008
- Cooksonia aliciae Talbot, 1935
- Cooksonia ginettae Collins & Larsen, 2008
- Cooksonia neavei (H. H. Druce, 1912)
- Cooksonia trimeni H. H. Druce, 1905